# Sansarpur
Sansarpur é uma vila no distrito de Jalandhar, no estado indiano de Punjab.

## Demografia
Segundo o censo de 2001, Sansarpur tinha uma população de 4061 habitantes. Os indivíduos do sexo masculino constituem 51% da população e os do sexo feminino 49%. Sansarpur tem uma taxa de literacia de 75%, superior à média nacional de 59.5%: a literacia no sexo masculino é de 79% e no sexo feminino é de 71%. Em Sansarpur, 11% da população está abaixo dos 6 anos de idade.